# 石崎洋司
石崎 洋司（いしざき ひろし、1958年 - ）は、東京都出身の児童文学作家。児童文学以外にもヤングアダルト、SFなどの作品を書いている。

## 来歴
慶應義塾大学経済学部を卒業後、出版社勤務を経て、1992年に『ハデル聖戦記』でデビュー。2009年1月、日本YA作家クラブを金原瑞人、梨屋アリエ、令丈ヒロ子とともに発足させた。講談社の青い鳥文庫を主な活動の場としており、『黒魔女さんが通る!!』シリーズは読者からの公募キャラクターを登場させるなどの試みで人気作となっている。その他、2009年から2年間にわたって公募ガイドに児童向け文学作品の創作講座を連載していた。2012年、『世界の果ての魔女学校』で第50回野間児童文芸賞、2013年、第37回日本児童文芸家協会賞受賞。2023年、『「オードリー・タン」の誕生』で第70回産経児童出版文化賞JR賞受賞。

## 著書
- 『ハデル聖戦記』1-3　岩崎書店、1992　のちフォア文庫
- 黒魔女さんが通る!!シリーズ
- マジカル少女レイナシリーズ
- 『カードゲーム』シリーズ　講談社青い鳥文庫

カードゲームの罠 いじめられてばかりじゃ、いられない 2001　講談社青い鳥文庫　
カードゲームの呪い 闘わずにはいられない 2002　講談社青い鳥文庫
カードゲームの鉄人 ひとりぼっちはたまらない 2003　講談社青い鳥文庫
カードゲームクロニクル 1　風水アドベンチャー 2004　講談社青い鳥文庫
カードゲームクロニクル 2　あやつり人形の教室 2005　講談社青い鳥文庫
カードゲームクロニクル 3　救世主の誕生 2005　講談社青い鳥文庫
- 『チェーン・メール ずっとあなたとつながっていたい』講談社　2003
- 『トーキョー・ジャンヌダルク 1(追っかけ!)』講談社　2006
- 『ミラクルもりめの妖怪塾にごようじん』文渓堂　1993
- 『ミラクルもりめのゆうれい合宿』文渓堂　1995
- 『鬼丸くんの怪奇ファイル』ポプラ社　1997　ポプラ怪談倶楽部
- 『ガイアノイド』ソニー・マガジンズ　2000
- 『ストレンジドーンSP テレビアニメ版strange dawn外伝』ソニー・マガジンズ　2000
- 『40歳から始めるTOEIC900点』主婦と生活社　2001
- 『速さに挑戦する新幹線 高速鉄道開発物語』天野徹監修　学習研究社　2003　世界を変えた日本の技術 科学読み物
- 『星占い少女ミウ 呪いのホロスコープ』ジャイブ・カラフル文庫　2004
- 『妖怪塾にごようじん』ジャイブ・カラフル文庫　2004
- 『タロットガール未来の事件簿』ジャイブ・カラフル文庫　2005
- 『だじゃれモン次郎」講談社、2007

1. なぞなぞギャング団
2. なぞなぞゆうれい船
3. なぞなぞドラゴン島

- 『そのトリック、あばきます。サエと博士の探偵日記 1』2008　講談社青い鳥文庫
- 『またまたトリック、あばきます。 サエと博士の探偵日記 2』2009　講談社青い鳥文庫
- 『世界の果ての魔女学校』講談社　2012
- 『平家物語 猛将、闘将、悲劇の貴公子たちが火花をちらす!』岩崎書店　2012 ストーリーで楽しむ日本の古典
- 『太平記 奇襲! 計略! 足利、新田、楠木、三つどもえの日本版三国志!』岩崎書店　2014 ストーリーで楽しむ日本の古典
- 『心霊探偵ゴーストハンターズ』岩崎書店　2016～2019

1. オーメンな学校に転校!?
2. 遠足も教室もオカルトだらけ!
3. 妖怪さんとホラーな放課後?
4. あやしい心霊スポット!
5. 消えない悪魔とポルターガイスト

- 『陰陽師東海寺迦楼羅の事件簿』シリーズ　講談社

1. 人体発火の譚　2020
2. 黄泉がえりの譚　2021
3. 幽霊屋敷の譚　2022

- 『安全な水とトイレを世界中に 水とトイレがなかったら?』講談社　2021 おはなしSDGs

- 『サイキッカーですけど、なにか?』ポプラ社　2021 ポプラキミノベル

1. ようこそ、ウラ部活へ!?
2. 黒ミサは放課後に!?
3. ウラ部活 VS ウラ生徒会!?
4. 超能力バトル・ロワイヤル!?
5. さよなら、ウラ部活!?

- 『ひみつのおばけ一家』岩崎書店　2021
  1. 学校おばけをやっつけろ!
  2. おばけは子どものそばにいる!?
  3. リアルおばけの脱出ゲーム!
- 『ひみつのおばけ一家II』岩崎書店　2022
  1. 恐怖のショッピングモール
  2. 不気味なテーマパーク
  3. ホラーな博物館

- 『「オードリー・タン」の誕生 だれも取り残さない台湾の天才IT相』講談社　2022
- 『講談えほん 荒大名の茶の湯』講談社　2022
- 『講談えほん 大名花屋』講談社　2022

- 『レッツゴー! まいぜんシスターズ』 ポプラキミノベル（「劇場版」のみポプラキミノベル＋）　2023

1. 巨大トイレでガチャかくれんぼ
2. 赤ちゃん１００日間サバイバル！
3. 金持ち刑務所VS貧ぼう刑務所
4. 人食いタコVSセキュリティ
5. 劇場版 レッツゴー！まいぜんシスターズ 家族再会
6. 全身がゴールドになってしまった！

- 『JC紫式部』講談社青い鳥文庫　2024

1. 転校先は、”姫”ばかり!?
2. わたしの住む街、怨霊だらけ!?
3. 都には恋と呪いの花が咲く!?
4. なんて魔界な時滑り

## 編・共著
- 『デルトラ・クエストオフィシャルガイドブック』 編著 岩崎書店　2004
- 『こわい!青玉 ふるえちゃう14のお話!』選　2006　講談社KK文庫
- 『幸福のスイッチ 高校編』安田真奈原案　ジャイブ・ピュアフル文庫　2006
- 『あなたに贈る物語(ストーリー)』内収録「黒魔女さん、若おかみに会いにいく─おっことチョコの冬休み─」令丈ヒロ子共作　2006　講談社
- 『こわい!闇玉 こわくて不思議な16の闇の世界』令丈ヒロ子共選　2007　講談社KK文庫
- 『おっことチョコの魔界ツアー』令丈ヒロ子共作 2008　講談社青い鳥文庫
- 『小説地獄少女』わたなべひろし原案 地獄少女プロジェクト,永遠幸原作　講談社　2008　KCノベルス なかよし文庫
- 『恋のギュービッド大作戦!』令丈ヒロ子共作　2010　講談社
- 『人気作家スペシャル短編集 もしも魔女になれたら!?』編　2011　角川つばさ文庫
- 『魔法がいっぱい! ふしぎに出会った4人の子どもの物語』編　2011　集英社みらい文庫
- 『ひとりって、こわい!』編・作 石川宏千花,香谷美季,ひろのみずえ,藤野恵美作　2012　講談社
- 『魔リンピックでおもてなし』令丈ヒロ子共作　2015　講談社青い鳥文庫
- 『てのひら怪談 ずっとトモダチ』作 2023　黒木あるじ,神戸遥真,佐東みどり,篠たまき,藤ダリオ,令丈ヒロ子,恒川光太郎,藤野可織,芦花公園作　ポプラキミノベル

## 翻訳
- ジョン・エイジー『マジシャンミロのふしぎなぼうし』2009　講談社の翻訳絵本
- マーガレット・ワイルド『さよならをいえるまで』岩崎書店　2010
- ジョン・グリシャム『少年弁護士セオの事件簿』1-2 岩崎書店　2011
- マシュー・カービー『クロックワークスリー マコーリー公園の秘密と三つの宝物』講談社　2011
- アーネスト・トンプソン・シートン『シートン動物記 ロボ――カランポーのオオカミ王ほか』講談社　2023